# 運盛中國
運盛（中國）投資集團有限公司，簡稱運盛（中國）投資集團，以及運盛（中國）投資集團（英語：Winsan (China) Investment Group Company Limited，港交所除牌時0085.HK），在1992年成立一家當時經營福建房地產，以及互聯網業務的公司。
曾在1997年7月25日，於香港交易所主板上市，而註冊當時是開曼群島，後來在2002年12月4日遷冊至百慕達，在2004年，被中國電子信息產業集團有限公司進行全面收購，同年9月28日，更名為中國電子集團控股有限公司至今。

## 連結
- CECHolding.com